# Râul Barna
Râul Barna este un râu afluent al Someșului Cald. 